# Чо, Альфред
Альфред Чо (англ. Alfred Yi Cho; род. 10 июля 1937, Бэйпин, Китайская Республика) — американский инженер. Многолетний сотрудник Лабораторий Белла. Известен как соавтор двух изобретений: молекулярно-пучковой эпитаксии и квантово-каскадный лазер .

## Награды
- 1982 — Премия Морриса Либманна
- 1982 — Премия Джеймса Макгруди за исследования в области новых материалов
- 1986 — Золотая медаль Генриха Велкера[нем.]
- 1987 — Gordon E. Moore Medal for Outstanding Achievement in Solid State Science and Technology[англ.]
- 1988 — IRI Achievement Award[англ.]
- 1993 — Newcomb Cleveland Prize[англ.]
- 1993 — Национальная научная медаль США[2].
- 1994 — Von Hippel Award[нем.]
- 1994 — Медаль почёта IEEE
- 1995 — C&C Prize
- 1995 — Медаль Эллиота Крессона
- 2000 — Премия Уиллиса Лэмба
- 2005 — Национальная медаль США в области технологий и инноваций
- 2009 — National Inventors Hall of Fame
- 2009 — Международная премия в области нанотехнологий
- 2015 — Премия Румфорда.

Член Национальной академии наук США (1985) .